# Macrothemis belliata
Macrothemis belliata är en trollsländeart som beskrevs av Belle 1987. Macrothemis belliata ingår i släktet Macrothemis och familjen segeltrollsländor. Inga underarter finns listade i Catalogue of Life.